# Хико
Хико (исп. Xico) — муниципалитет в Мексике, входит в штат Веракрус. Население 30 117 человек.